# سباق باريس روبيه 1952
طواف باريس 1952 هو سباق دراجات هوائية أقيم بتاريخ 13 أبريل، تكون السباق من مرحلة واحدة، وامتدّ لمسافة 245 كم، وبسرعة 41.940 كم/س، استغرق السباق 5 ساعات و50 دقيقة و31 ثانية. فاز به البلجيكي ريك فان ستينبرجين وحلّ ثانيا فاوسطو كوبي.

## الترتيب
| م                     | الدرّاج            | البلد   | الزمن                       |
| --------------------- | ----------------- | ------- | --------------------------- |
| الفائز بالترتيب العام | ريك فان ستينبرجين | بلجيكا  | 5 ساعات و50 دقيقة و31 ثانية |
| الثاني                | فاوسطو كوبي       | إيطاليا |                             |